# Mas d'en Briàs (Santa Coloma de Queralt)
El Mas d'en Briàs és un edifici del municipi de Santa Coloma de Queralt inclosa en l'Inventari del Patrimoni Arquitectònic de Catalunya.

## Descripció
La masia consta d'una planta baixa i tres pisos, el més elevat serveix com a golfes. A la façana frontal, a la qual s'accedeix per un pati tancat, hi ha gravada la data 1738 en un balcó emmarcat amb pedra. Annex al mas hi ha les restes d'una capella dedicada a Sant Pere Nolasc, així com altres petites construccions.

## Història
A principis del segle XV era anomenat Mas d'en Canela. En el període 1417-1426 consta com a mig enrunat, Montserrat Rumbau considera que "podria tractar-se d'un mas rònec" a causa de la pesta negra. El 1439 apareix documentat com a Mas d'en Anguera. Aquesta serà la denominació de la masia fins a 1566, quan Margarida Anguera es casa amb Lluís Rabassa, i passa a ser conegut com a Mas d'en Rabassa.
En el cadastre de 1716, consta Rafel Sol com a propietari del mas, que amenaça ruïna. El 1734, compra el mas el flamenc Francisco Guillermo de Brias y de Molanghien, un antic mariscal de Camp de Felip V. Brias en refà l'actual façana principal, així com el sostre del primer pis i alguns finestrals.
Arran de la mort de Brias el 20 d'octubre de 1770, el 27 de juny de 1771 es realitza un inventari de la masia. Segons aquest document, l'edifici estava conformat per l'entrada, el menjador, la botiga de grans, el celler, una sala, la cambra de la xemeneia, tres altres cambres, un corral, un colomer, una trilla i un oratori. Entre altre material religiós, en aquest hi havia un santcrist amb la seva creu de fusta i daurada, un sant Antoni de guix, un Sant Josep, i un quadre gran de la Nostra Senyora de la Soledat".
La propietat del mas passa a Coloma Castellet, dona del mariscal. Possiblement, és ella qui mana construir una llinda rectangular a la capella de Sant Pere Nolasc (1774), en un possible canvi d'advocació de la capella
Es desconeix quins van ser el propietari del Mas d'en Briàs durant el segle xix. El 1853 consta que pertany a Buenaventura de Colce y Pando. El 1912 és adquirida per Pau Forn i Segura, de la Pobla de Carivenys, que la cedeix a la Casa de la Caritat de Cervera. Malgrat la religiositat dels propietaris, el Mas d'en Briàs acollia les celebracions del Primer de Maig del Centre Republicà de Santa Coloma.

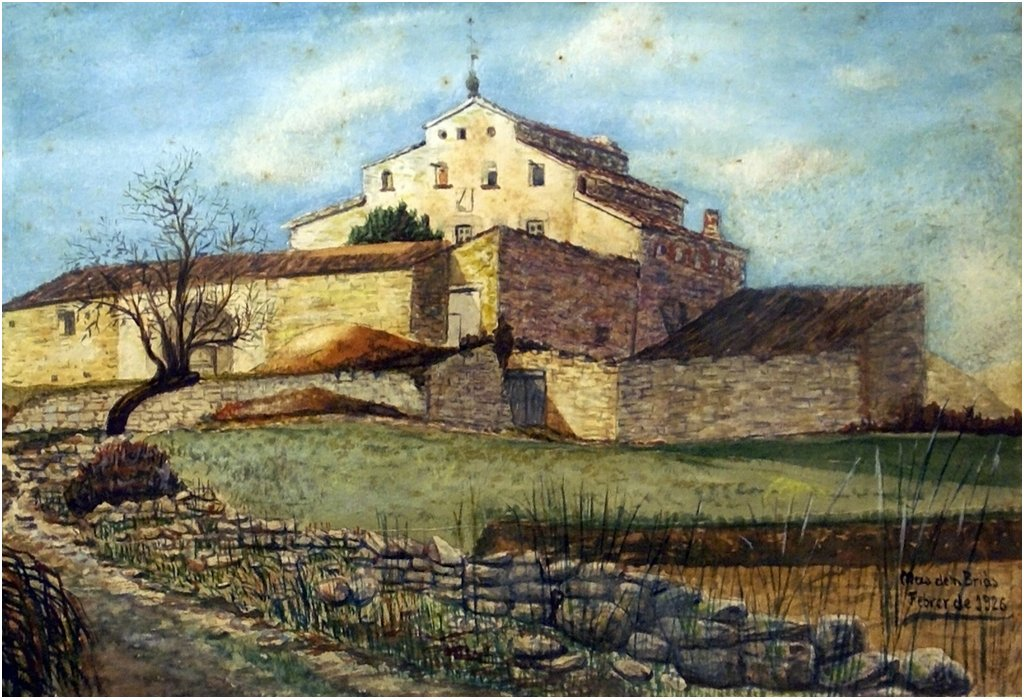
Quadre de Josep Moix Marimon (1926)

La llum va arribar al mas d'en Briàs el 1960, en aquell temps hi vivia la família Figueras, que n'eren els masovers. Tampoc hi havia canalització d'aigua, que s'obtenia a través d'un pou. A finals de la dècada, els Figueras van abandonar la masia. La Casa de la Caritat de Cervera va mantenir-ne la propietat fins a 1983.